# カントウタンポポ
カントウタンポポ（関東蒲公英、学名: Taraxacum platycarpum var. platycarpum または Taraxacum platycarpum）は、キク科タンポポ属に属する多年草である。別名、アズマタンポポ、センダイタンポポ。

## 特徴
日本の関東地方、中部地方東部に多く分布し、野原や道端に生える。和名は生育地が関東地方に多いことに由来し、タンポポの語源については諸説あるが、一説には果実の綿毛から、タンポ穂という説からと推測されている。花言葉は、「明るい笑顔が好き」である。
高さは20 - 30センチメートル (cm) 前後、葉は、根生でロゼット状に広がった倒披針状線形で、葉縁は羽状に裂けている。花期は早春から初夏にかけて（3 - 5月）。ロゼットの中心から伸びた花茎の先に、1個の黄色い花をつける。花径は3.5 - 4 cmほど。
多くの在来タンポポ（日本タンポポ）と同じく、花のつけ根にある緑色の総苞の外片が反り返らずに垂れ下がらないのが、見分けを行う上で大きな特徴である。外総苞片は内総苞片の半分程度の長さで、先に角状突起があるのが特徴である。近縁のシナノタンポポ（信濃蒲公英、学名:Taraxacum platycarpum subsp. hondoense）とは外総苞片が内総苞片の半分より長く幅が広く、角状突起が認められない点で区別される。
近年では、都市部で個体数を減らしている（セイヨウタンポポの項を参照）。
在来の日本タンポポの特徴として、セイヨウタンポポと違い、自分の花粉を自分のメシベにつけても種はできず、他の株からハチやチョウが花粉を運ぶ必要性があり、したがって群生していないと種ができない。また1つの花からできる種の数もセイヨウタンポポと比べて少なく、1年中発芽できるセイヨウタンポポと違って、その種は秋まで発芽しない。ただし、都会において急激に数を減らした原因は、人間が開発したことによって、発芽に時間がかかる在来の日本タンポポより先にセイヨウタンポポが広がる下地を生み出したことが原因とされる。
若葉や根は、民間薬や山菜として食されることがある。

## 写真

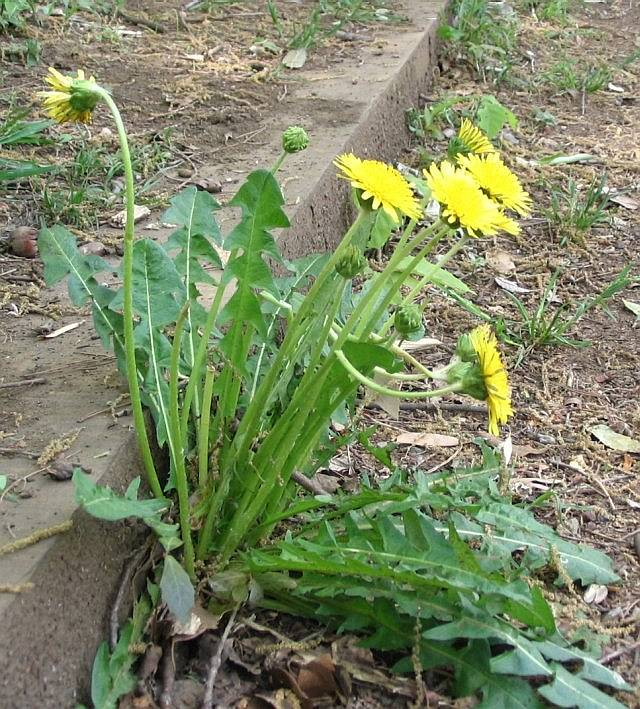